# Godhavnsrapporten
 Der er for få eller ingen kildehenvisninger i denne artikel, hvilket er et problem. Du kan hjælpe ved at angive troværdige kilder til de påstande, som fremføres i artiklen.

Godhavnsrapporten fra 2010 var den første danske undersøgelse af overgreb mod børn under deres opvækst på børnehjem i perioden 1945‑1976. Forhistorien til undersøgelsen går tilbage til 2005, hvor DR bragte et dokumentarprogram, hvori tidligere børnehjemsbørn og medarbejdere fremlagde en række anklager om overgreb, vanrøgt og medicinske forsøg med psykofarmaka på Drenge- og Skolehjemmet Godhavn i 1960'erne. Den efterfølgende debat førte til oprettelsen af Landsforeningen Godhavnsdrengene, der i flere år arbejdede for at få foretaget  uvildig undersøgelse af forholdene under deres medlemmers opvækst på børnehjem. 
Den består af en granskning af en række klager rejst af Landsforeningen Godhavnsdrengene over forholdene på 19 danske børnehjem i perioden 1945‑1976. 
Undersøgelsen omfatter i alt 99 personer. Af dem var kun 14 kvinder. Det drejer sig om 7 tidligere børnehjemspiger og 7 tidligere ansatte.  Undersøgelsen omfatter interview‑ og arkivstudier af forholdene på Godhavn samt på 18 andre børnehjem. Tre historikere har været beskæftiget med at interviewe informanterne og med arkivstudier. Undersøgelsen er betalt af Socialministeriet og gennemført af Danmarks Forsorgsmuseum under Svendborg Museum.

## Undersøgelsens formål og konklusion
Formålet med undersøgelsen var at undersøge, om børn ved de nævnte institutioner har været udsat for fysiske/seksuelle overgreb, alvorlige mangler ved den lægelige, praktiske eller følelsesmæssige omsorg, samt om tilsynsmyndighederne har udført deres pålagte opgaver. Alle 28 interviewede Godhavnsdrenge klager over eller beretter om fysisk vold fra personalet på Godhavn. 
De strafformer, som Godhavndrengene beretter om, var alle ulovlige, da de fandt sted. Og efter indførelsen af forbuddet mod enhver form for fysisk afstraffelse i 1968 kunne lovovertrædelserne føre til afskedigelse. Der hvilede et særligt ansvar på forstanderen for et børnehjem, men i deltagernes erindring gik forstanderen af og til forrest i den voldelige afstraffelse. Beretninger om, hvilke medarbejdere der eksekverede de fysiske afstraffelser, omfatter håndværkere og medhjælpere, som siden 1937 ikke kunne bemyndiges af forstanderen til at afstraffe børnene fysisk. At slå med redskaber som skurebørste eller rive, eller at give rungende lussinger på ørerne, har aldrig været tilladt i børneforsorgen. At sminke skader efter vold, eller at isolere drenge med synlige tegn på vold på sygestuen, kendes ikke fra de 18 andre børnehjem i undersøgelsen. De tidligere medarbejderes beretning bekræfter, at der blev afstraffet ulovligt fysisk på Godhavn, ligesom forstanderen heller ikke skjulte dette i sin samtale med en statslig tilsynsførende på inspektion.
Mange tidligere børnehjemsbørn, der har oplevet overgreb under deres opvækst på børnehjem, fortæller, at noget af det sværeste er ikke at blive troet på, og at det har medvirket til et liv med store problemer såsom ensomhedsfølelse og isolation.